# Донка Минкова
Донка Любомирова Минкова (на английски: Donka Minkova) е българска и американска езиковедка, преподавателка по история на английския език. Професор в Калифорнийския университет. Тя е сред малкото специалисти в света по история на стихосложението в английския език.

## Биография
Родена е в семейство на интелектуалци. Неин дядо е известният журналист и писател Петър Завоев. Тя завършва „Английска филология“ в Софийския университет, където следва като втора специалност „Немска филология“.
След като завършва, работи 3 години в английската редакция на Радио София до 1969 г. Преподавателка е в Софийския университет (1970–1983).
През 1983 г. заминава за Съединените щати по обява за преподавател по история на английския език в Калифорнийския университет, Лос Анджелис, Калифорния. Там в Департамента по английски език става професор през 1992 г..
Нейните научни интереси са в областта на историята и структурата на английския език. Има над 80 публикации. Участвала е в научни конференции, член е на редакционни колегии на научни издания.
На 30 май 2016 г. е удостоена с почетното звание „доктор хонорис кауза“ на Софийския университет.

## Личен живот
От брака си в България има 2 сина, развежда се преди заминаването си за САЩ през 1983 г. Нейният съпруг и професор в Калифорнийския университет Робърт Стокуел умира през 2012 г.